# Nisides Kalymnou: Epano Nera, Sari, Telendos Kai Thalassia Periochi
Nisides Kalymnou: Epano Nera, Sari, Telendos Kai Thalassia Periochi este o arie protejată (arie de protecție specială avifaunistică — SPA) din Grecia întinsă pe o suprafață de 18.847,3 ha, integral pe uscat.

## Localizare
Centrul sitului Nisides Kalymnou: Epano Nera, Sari, Telendos Kai Thalassia Periochi este situat la coordonatele 36°55′56″N 27°00′29″E / 36.932089°N 27.008114°E.

## Înființare
Situl Nisides Kalymnou: Epano Nera, Sari, Telendos Kai Thalassia Periochi a fost declarat arie de protecție specială avifaunistică în octombrie 2001 pentru a proteja 18 specii de animale.

## Biodiversitate
Situată în ecoregiunile marină mediteraneană și mediteraneană, aria protejată nu include niciun habitat protejat.
La baza desemnării sitului se află mai multe specii protejate de  păsări (18): pescăruș albastru (Alcedo atthis), fâsă-de-câmp (Anthus campestris), lăstunul mare (Apus apus), pasărea ogorului (Burhinus oedicnemus), șorecarul comun (Buteo buteo), ciocârlie-cu-degete-scurte (Calandrella brachydactyla), caprimulg (Caprimulgus europaeus), lăstun de casă (Delichon urbicum), Emberiza caesia, Falco eleonorae, șoim călător (Falco peregrinus), rândunică (Hirundo rustica), sfrâncioc roșiatic (Lanius collurio), ciocârlie de pădure (Lullula arborea), Phalacrocorax aristotelis desmarestii, turturică (Streptopelia turtur), Sylvia ruppeli, Tachymarptis melba
Pe lângă speciile protejate, pe teritoriul sitului au mai fost identificate 1 specie de păsări.